# 쥐닮은집박쥐
쥐닮은집박쥐(Hypsugo musciculus)는 애기박쥐과에 속하는 박쥐의 일종이다. 카메룬과 콩고, 콩고민주공화국, 가봉에서 발견된다. 자연 서식지는 아열대 또는 열대 건조림과 습윤 저지대 숲이다.

## 특징
작은 박쥐로 몸통 길이가 40mm, 전완장이 23~26mm, 꼬리 길이가 21~26mm이다. 귀 길이는 8~11mm이다. 털이 짧고 부드러우며 모성하다. 몸의 털 색은 대체로 균일하고 짙은 회색빛 갈색을 띤다. 주둥이는 넓다. 귀는 삼각형 모양으로 잘 발달해 잇고 거무스레한 색을 띤다.

## 생태
라피아 야자나무 잎 사이에서 은신한다. 아주 빠르게 비행한다. 먹이는 땅 위를 낮게 나는 곤충으로 4~5마리씩 무리를 지어 사냥한다. 5월 중순에 시에라리온에서 젖을 먹이는 암컷이 포획된다.

## 분포 및 서식지
가나 남서부 일부 지역과 시에라리온 서부, 카메룬 남부, 가봉 북동부, 콩고 서부, 콩고 민주 공화국 서부 지역에 널리 분포한다. 습윤 열대 저지대 숲과 건조 열대 숲, 기니 사바나 지대에서 서식한다.